# Champ de Mars (Valence)

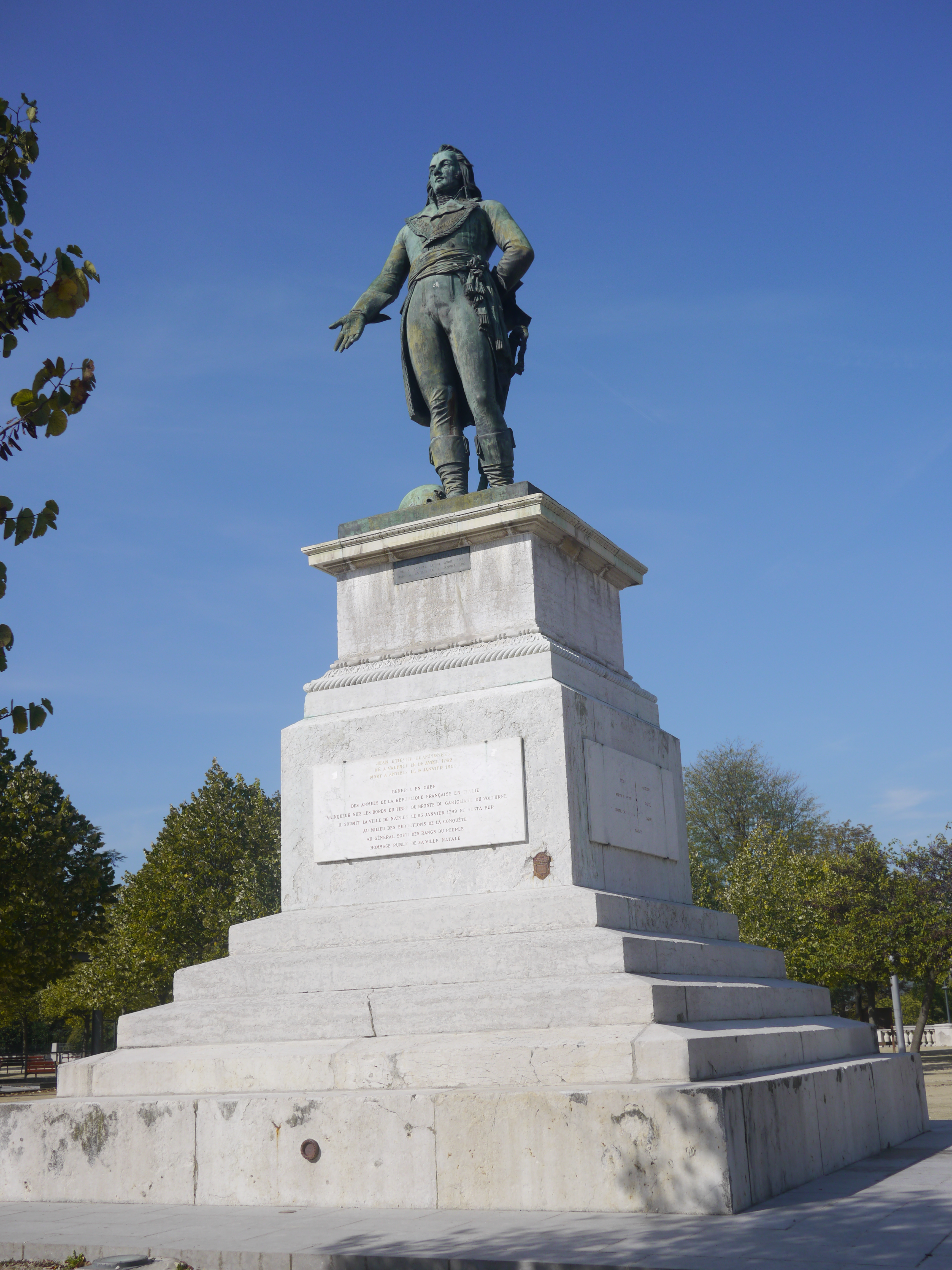
Standbeeld van generaal Championnet

Het Champ de Mars in de stad Valence, departement Drôme in Frankrijk, is een voormalig Marsveld of oefenveld voor het leger. Het plein heeft een oppervlakte van 3 ha.
Het bevindt zich tussen het middeleeuwse centrum van Valence en de linkeroever van de Rhône. Tijdens het ancien régime oefenden regimenten van het leger van het koninkrijk Frankrijk hier. Bekende militairen die in Valence gekazerneerd waren (18e eeuw), waren generaal Jean-Étienne Championnet (1762-1800) en de tienerjongen Napoleon Bonaparte.
In de 19e eeuw werd het een wandelplaats voor de burgerij. Het Marsveld geraakte ook ingesloten in de zich uitbreidende stad. Architect Eugène Poitoux ontwierp een muziekkiosk (1890).
Na de Tweede Wereldoorlog werd de kiosk bekend in heel Frankrijk door een schilderij van twee geliefden (1942). Dit schilderij was van de hand van Raymond Peynet (1908-1999). Het stadsbestuur van Valence noemde als hommage aan Peynet de kiosk Kiosque Peynet. Peynet keerde voor de plechtigheid naar Valence terug (1966). De kiosk werd later een monument historique van Frankrijk (1992). In deze periode verdween de reusachtige parking op de Champs de Mars; waterpartijen werden aangelegd rond de kiosk.
Op het Marsveld staat een standbeeld ter herdenking van generaal Jean-Étienne Championnet.